# Wabasso (Minnesota)
Wabasso város az USA Minnesota államában, Redwood megyében. Lakosainak száma 739 fő (2020. április 1.).

## Népesség
A település népességének változása:

| 2010 | 696 |
| 2020 | 739 |